# Johann Peter von Montargues
Johann Peter de Montargues (* 15. September 1695 in Aachen; † nach 1766) war ein königlich dänischer Generalmajor und Chef des Oldenburger Infanterie-Regiments.
Er war der Sohn des preußischen Generals Peter von Montargues und dessen Ehefrau Judith von Huhn.
Am 25. Februar 1735 wurde er Major in der neu aufgestellten Trabanten-Garde. Am 31. Mai 1737 war er Premier-Major in dem Oldenburger National Infanterie-Regiment, dort erhielt er am 25. Juli 1739 den Charakter eines Oberstleutnants, wurde aber erst am 15. November 1744 wirklicher Oberstleutnant. Am 28. Oktober 1749 erhielt er den Charakter eines Obersts und wurde am 10. September 1755 wirklicher Oberst und Chef des Regiments. Es dauerte bis zum 31. März 1759, bis er seine Beförderung zum Generalmajor erhielt. Am 16. Oktober 1763 wurde das Regiment auf königlichen Beschluss aufgelöst, Montargues erhielt danach ein Wartegeld von 800 Talern.